# اسپن هیل (مریلند)
اسپن هیل (به انگلیسی: Aspen Hill) شهری در ایالت مریلند کشور ایالات متحده آمریکا است که جمعیت آن در سرشماری سال ۲۰۱۰ میلادی، ۴۸٬۷۵۹ نفر بوده‌است.